# George II van Griekenland
George II (Grieks: Γεώργιος Β', Βασιλεύς των Ελλήνων, Georgios B' Vasileús tōn Ellēnōn, George Beta - de tweede - , Koning der Grieken) (Paleis Tatoi, Athene, 19 juli 1890 – Koninklijk Paleis, Athene, 1 april 1947) was koning van Griekenland van 1922 tot 1923 en van 1935 tot 1947 (tussen 1941 en 1946 in ballingschap).

## Levensloop

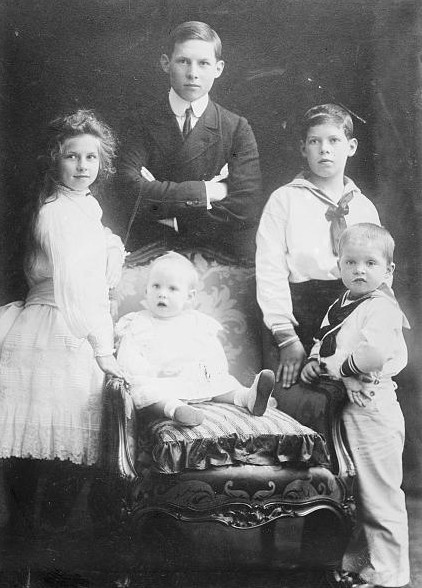
De kinderen van Constantijn I: de latere George II staat centraal op de foto ...

Hij was de oudste zoon van koning Constantijn I en koningin Sophie. Na zijn vaders abdicatie op 27 september 1922 kwam hij op de Griekse troon.
Geen enkel Europees land heeft zo gesold met zijn koningen als Griekenland. In 1923 schafte het Griekse parlement de monarchie af en riep de republiek uit. Na één jaar koning geweest te zijn, vertrok George II naar Londen.
De Tweede Griekse republiek (1924-1935) slaagde er niet in de problemen het hoofd te bieden. Onlust heerste er in het land: militaire opstanden, voortdurende wisselingen van ministeries, staatsgrepen en dictatuur.
Venizelos werd in 1928 teruggehaald en bracht enige verbetering in de politieke, economische en financiële toestand. Maar in 1932 werd hij door de royalisten ten val gebracht en weer verbannen.
In 1935 besliste een volksraadpleging over het herstel van de monarchie en George II keerde terug naar Athene. De ernstige, eenvoudige en spaarzame vorst leefde als een eenzame in zijn geplunderde paleis. Na veertien ongelukkige huwelijksjaren (1921-1935) had koningin Elisabeth, oudste dochter van koning Ferdinand I van Roemenië, zich van hem laten scheiden.
George II bestreed de corruptie in het leger en in de politiek, kondigde amnestie af, maar slaagde er niet in te regeren als een constitutioneel monarch. Hij vormde een militaire dictatuur geleid door de rechtse generaal Metaxas, die alles wat naar links rook naar het buitenland verbande. Op 28 oktober 1940 vielen de Italianen het land binnen, nadat de koning een ultimatum van de Duce naast zich had neergelegd. Griekenland bood dapper weerstand, die echter niet meer mocht baten.
Toen op 6 april 1941 ook de Duitsers het land binnenrukten, verliet de koning met zijn regering het land. In oktober 1944 gaven de Duitsers Athene over aan de Engelsen; de uitgeweken regering keerde naar Griekenland terug. Een volksstemming in 1946 riep ook koning George II weer op de troon, maar een jaar later stierf hij, kinderloos, aan een hartaanval. Hij werd opgevolgd door zijn broer Paul.

## Kwartierstaat (voorouders)
| Christiaan IX van Denemarken (1818-1906) | Christiaan IX van Denemarken (1818-1906) | Christiaan IX van Denemarken (1818-1906) | Christiaan IX van Denemarken (1818-1906) | Christiaan IX van Denemarken (1818-1906) | Christiaan IX van Denemarken (1818-1906) | Louise van Hessen-Kassel (1817-1898)  | Louise van Hessen-Kassel (1817-1898)  | Louise van Hessen-Kassel (1817-1898)  | Louise van Hessen-Kassel (1817-1898)  | Louise van Hessen-Kassel (1817-1898)      | Louise van Hessen-Kassel (1817-1898)      |                                           |                                           | Constantijn Nikolajevitsj van Rusland (1827-1892) | Constantijn Nikolajevitsj van Rusland (1827-1892) | Constantijn Nikolajevitsj van Rusland (1827-1892) | Constantijn Nikolajevitsj van Rusland (1827-1892) | Constantijn Nikolajevitsj van Rusland (1827-1892) | Constantijn Nikolajevitsj van Rusland (1827-1892) | Alexandra van Saksen-Altenburg (1830-1911)  | Alexandra van Saksen-Altenburg (1830-1911)  | Alexandra van Saksen-Altenburg (1830-1911) | Alexandra van Saksen-Altenburg (1830-1911) | Alexandra van Saksen-Altenburg (1830-1911) | Alexandra van Saksen-Altenburg (1830-1911) |  |  | Wilhelm I van Duitsland (1797-1888) | Wilhelm I van Duitsland (1797-1888) | Wilhelm I van Duitsland (1797-1888) | Wilhelm I van Duitsland (1797-1888) | Wilhelm I van Duitsland (1797-1888)    | Wilhelm I van Duitsland (1797-1888)    | Augusta van Saksen-Weimar-Eisenach (1811-1890) | Augusta van Saksen-Weimar-Eisenach (1811-1890) | Augusta van Saksen-Weimar-Eisenach (1811-1890) | Augusta van Saksen-Weimar-Eisenach (1811-1890) | Augusta van Saksen-Weimar-Eisenach (1811-1890) | Augusta van Saksen-Weimar-Eisenach (1811-1890) |                                   |                                   | Albert van Saksen-Coburg en Gotha (1819-1861) | Albert van Saksen-Coburg en Gotha (1819-1861) | Albert van Saksen-Coburg en Gotha (1819-1861)   | Albert van Saksen-Coburg en Gotha (1819-1861)   | Albert van Saksen-Coburg en Gotha (1819-1861)   | Albert van Saksen-Coburg en Gotha (1819-1861)   | Victoria van het Verenigd Koninkrijk (1819-1901) | Victoria van het Verenigd Koninkrijk (1819-1901) | Victoria van het Verenigd Koninkrijk (1819-1901) | Victoria van het Verenigd Koninkrijk (1819-1901) | Victoria van het Verenigd Koninkrijk (1819-1901) | Victoria van het Verenigd Koninkrijk (1819-1901) |  |  |  |  |  |  |  |  |  |  |  |  |  |  |  |  |  |  |  |  |  |  |  |  |  |  |  |  |  |  |  |  |  |  |  |  |  |  |  |  |  |  |  |  |  |  |  |  |
| Christiaan IX van Denemarken (1818-1906) | Christiaan IX van Denemarken (1818-1906) | Christiaan IX van Denemarken (1818-1906) | Christiaan IX van Denemarken (1818-1906) | Christiaan IX van Denemarken (1818-1906) | Christiaan IX van Denemarken (1818-1906) | Louise van Hessen-Kassel (1817-1898)  | Louise van Hessen-Kassel (1817-1898)  | Louise van Hessen-Kassel (1817-1898)  | Louise van Hessen-Kassel (1817-1898)  | Louise van Hessen-Kassel (1817-1898)      | Louise van Hessen-Kassel (1817-1898)      |                                           |                                           | Constantijn Nikolajevitsj van Rusland (1827-1892) | Constantijn Nikolajevitsj van Rusland (1827-1892) | Constantijn Nikolajevitsj van Rusland (1827-1892) | Constantijn Nikolajevitsj van Rusland (1827-1892) | Constantijn Nikolajevitsj van Rusland (1827-1892) | Constantijn Nikolajevitsj van Rusland (1827-1892) | Alexandra van Saksen-Altenburg (1830-1911)  | Alexandra van Saksen-Altenburg (1830-1911)  | Alexandra van Saksen-Altenburg (1830-1911) | Alexandra van Saksen-Altenburg (1830-1911) | Alexandra van Saksen-Altenburg (1830-1911) | Alexandra van Saksen-Altenburg (1830-1911) |  |  | Wilhelm I van Duitsland (1797-1888) | Wilhelm I van Duitsland (1797-1888) | Wilhelm I van Duitsland (1797-1888) | Wilhelm I van Duitsland (1797-1888) | Wilhelm I van Duitsland (1797-1888)    | Wilhelm I van Duitsland (1797-1888)    | Augusta van Saksen-Weimar-Eisenach (1811-1890) | Augusta van Saksen-Weimar-Eisenach (1811-1890) | Augusta van Saksen-Weimar-Eisenach (1811-1890) | Augusta van Saksen-Weimar-Eisenach (1811-1890) | Augusta van Saksen-Weimar-Eisenach (1811-1890) | Augusta van Saksen-Weimar-Eisenach (1811-1890) |                                   |                                   | Albert van Saksen-Coburg en Gotha (1819-1861) | Albert van Saksen-Coburg en Gotha (1819-1861) | Albert van Saksen-Coburg en Gotha (1819-1861)   | Albert van Saksen-Coburg en Gotha (1819-1861)   | Albert van Saksen-Coburg en Gotha (1819-1861)   | Albert van Saksen-Coburg en Gotha (1819-1861)   | Victoria van het Verenigd Koninkrijk (1819-1901) | Victoria van het Verenigd Koninkrijk (1819-1901) | Victoria van het Verenigd Koninkrijk (1819-1901) | Victoria van het Verenigd Koninkrijk (1819-1901) | Victoria van het Verenigd Koninkrijk (1819-1901) | Victoria van het Verenigd Koninkrijk (1819-1901) |  |  |  |  |  |  |  |  |  |  |  |  |  |  |  |  |  |  |  |  |  |  |  |  |  |  |  |  |  |  |  |  |  |  |  |  |  |  |  |  |  |  |  |  |  |  |  |  |
|                                          |                                          |                                          |                                          |                                          |                                          |                                       |                                       |                                       |                                       |                                           |                                           |                                           |                                           |                                                   |                                                   |                                                   |                                                   |                                                   |                                                   |                                             |                                             |                                            |                                            |                                            |                                            |  |  |                                     |                                     |                                     |                                     |                                        |                                        |                                                |                                                |                                                |                                                |                                                |                                                |                                   |                                   |                                               |                                               |                                                 |                                                 |                                                 |                                                 |                                                  |                                                  |                                                  |                                                  |                                                  |                                                  |  |  |  |  |  |  |  |  |  |  |  |  |  |  |  |  |  |  |  |  |  |  |  |  |  |  |  |  |  |  |  |  |  |  |  |  |  |  |  |  |  |  |  |  |  |  |  |  |
|                                          |                                          |                                          |                                          | George I van Griekenland (1845-1913)     | George I van Griekenland (1845-1913)     | George I van Griekenland (1845-1913)  | George I van Griekenland (1845-1913)  | George I van Griekenland (1845-1913)  | George I van Griekenland (1845-1913)  |                                           |                                           |                                           |                                           |                                                   |                                                   | Olga Konstantinovna van Rusland (1851-1926)       | Olga Konstantinovna van Rusland (1851-1926)       | Olga Konstantinovna van Rusland (1851-1926)       | Olga Konstantinovna van Rusland (1851-1926)       | Olga Konstantinovna van Rusland (1851-1926) | Olga Konstantinovna van Rusland (1851-1926) |                                            |                                            |                                            |                                            |  |  |                                     |                                     |                                     |                                     | Frederik III van Duitsland (1831-1888) | Frederik III van Duitsland (1831-1888) | Frederik III van Duitsland (1831-1888)         | Frederik III van Duitsland (1831-1888)         | Frederik III van Duitsland (1831-1888)         | Frederik III van Duitsland (1831-1888)         |                                                |                                                |                                   |                                   |                                               |                                               | Victoria van Saksen-Coburg en Gotha (1840-1901) | Victoria van Saksen-Coburg en Gotha (1840-1901) | Victoria van Saksen-Coburg en Gotha (1840-1901) | Victoria van Saksen-Coburg en Gotha (1840-1901) | Victoria van Saksen-Coburg en Gotha (1840-1901)  | Victoria van Saksen-Coburg en Gotha (1840-1901)  |                                                  |                                                  |                                                  |                                                  |  |  |  |  |  |  |  |  |  |  |  |  |  |  |  |  |  |  |  |  |  |  |  |  |  |  |  |  |  |  |  |  |  |  |  |  |  |  |  |  |  |  |  |  |  |  |  |  |
|                                          |                                          |                                          |                                          | George I van Griekenland (1845-1913)     | George I van Griekenland (1845-1913)     | George I van Griekenland (1845-1913)  | George I van Griekenland (1845-1913)  | George I van Griekenland (1845-1913)  | George I van Griekenland (1845-1913)  |                                           |                                           |                                           |                                           |                                                   |                                                   | Olga Konstantinovna van Rusland (1851-1926)       | Olga Konstantinovna van Rusland (1851-1926)       | Olga Konstantinovna van Rusland (1851-1926)       | Olga Konstantinovna van Rusland (1851-1926)       | Olga Konstantinovna van Rusland (1851-1926) | Olga Konstantinovna van Rusland (1851-1926) |                                            |                                            |                                            |                                            |  |  |                                     |                                     |                                     |                                     | Frederik III van Duitsland (1831-1888) | Frederik III van Duitsland (1831-1888) | Frederik III van Duitsland (1831-1888)         | Frederik III van Duitsland (1831-1888)         | Frederik III van Duitsland (1831-1888)         | Frederik III van Duitsland (1831-1888)         |                                                |                                                |                                   |                                   |                                               |                                               | Victoria van Saksen-Coburg en Gotha (1840-1901) | Victoria van Saksen-Coburg en Gotha (1840-1901) | Victoria van Saksen-Coburg en Gotha (1840-1901) | Victoria van Saksen-Coburg en Gotha (1840-1901) | Victoria van Saksen-Coburg en Gotha (1840-1901)  | Victoria van Saksen-Coburg en Gotha (1840-1901)  |                                                  |                                                  |                                                  |                                                  |  |  |  |  |  |  |  |  |  |  |  |  |  |  |  |  |  |  |  |  |  |  |  |  |  |  |  |  |  |  |  |  |  |  |  |  |  |  |  |  |  |  |  |  |  |  |  |  |
|                                          |                                          |                                          |                                          |                                          |                                          |                                       |                                       |                                       |                                       | Constantijn I van Griekenland (1868-1923) | Constantijn I van Griekenland (1868-1923) | Constantijn I van Griekenland (1868-1923) | Constantijn I van Griekenland (1868-1923) | Constantijn I van Griekenland (1868-1923)         | Constantijn I van Griekenland (1868-1923)         |                                                   |                                                   |                                                   |                                                   |                                             |                                             |                                            |                                            |                                            |                                            |  |  |                                     |                                     |                                     |                                     |                                        |                                        |                                                |                                                |                                                |                                                | Sophie van Pruisen (1870-1932)                 | Sophie van Pruisen (1870-1932)                 | Sophie van Pruisen (1870-1932)    | Sophie van Pruisen (1870-1932)    | Sophie van Pruisen (1870-1932)                | Sophie van Pruisen (1870-1932)                |                                                 |                                                 |                                                 |                                                 |                                                  |                                                  |                                                  |                                                  |                                                  |                                                  |  |  |  |  |  |  |  |  |  |  |  |  |  |  |  |  |  |  |  |  |  |  |  |  |  |  |  |  |  |  |  |  |  |  |  |  |  |  |  |  |  |  |  |  |  |  |  |  |
|                                          |                                          |                                          |                                          |                                          |                                          |                                       |                                       |                                       |                                       | Constantijn I van Griekenland (1868-1923) | Constantijn I van Griekenland (1868-1923) | Constantijn I van Griekenland (1868-1923) | Constantijn I van Griekenland (1868-1923) | Constantijn I van Griekenland (1868-1923)         | Constantijn I van Griekenland (1868-1923)         |                                                   |                                                   |                                                   |                                                   |                                             |                                             |                                            |                                            |                                            |                                            |  |  |                                     |                                     |                                     |                                     |                                        |                                        |                                                |                                                |                                                |                                                | Sophie van Pruisen (1870-1932)                 | Sophie van Pruisen (1870-1932)                 | Sophie van Pruisen (1870-1932)    | Sophie van Pruisen (1870-1932)    | Sophie van Pruisen (1870-1932)                | Sophie van Pruisen (1870-1932)                |                                                 |                                                 |                                                 |                                                 |                                                  |                                                  |                                                  |                                                  |                                                  |                                                  |  |  |  |  |  |  |  |  |  |  |  |  |  |  |  |  |  |  |  |  |  |  |  |  |  |  |  |  |  |  |  |  |  |  |  |  |  |  |  |  |  |  |  |  |  |  |  |  |
|                                          |                                          |                                          |                                          |                                          |                                          |                                       |                                       |                                       |                                       |                                           |                                           |                                           |                                           |                                                   |                                                   |                                                   |                                                   |                                                   |                                                   |                                             |                                             |                                            |                                            |                                            |                                            |  |  |                                     |                                     |                                     |                                     |                                        |                                        |                                                |                                                |                                                |                                                |                                                |                                                |                                   |                                   |                                               |                                               |                                                 |                                                 |                                                 |                                                 |                                                  |                                                  |                                                  |                                                  |                                                  |                                                  |  |  |  |  |  |  |  |  |  |  |  |  |  |  |  |  |  |  |  |  |  |  |  |  |  |  |  |  |  |  |  |  |  |  |  |  |  |  |  |  |  |  |  |  |  |  |  |  |
|                                          |                                          |                                          |                                          |                                          |                                          |                                       |                                       |                                       |                                       |                                           |                                           |                                           |                                           |                                                   |                                                   |                                                   |                                                   |                                                   |                                                   |                                             |                                             |                                            |                                            |                                            |                                            |  |  |                                     |                                     |                                     |                                     |                                        |                                        |                                                |                                                |                                                |                                                |                                                |                                                |                                   |                                   |                                               |                                               |                                                 |                                                 |                                                 |                                                 |                                                  |                                                  |                                                  |                                                  |                                                  |                                                  |  |  |  |  |  |  |  |  |  |  |  |  |  |  |  |  |  |  |  |  |  |  |  |  |  |  |  |  |  |  |  |  |  |  |  |  |  |  |  |  |  |  |  |  |  |  |  |  |
|                                          |                                          |                                          |                                          | George II van Griekenland (1890-1947)    | George II van Griekenland (1890-1947)    | George II van Griekenland (1890-1947) | George II van Griekenland (1890-1947) | George II van Griekenland (1890-1947) | George II van Griekenland (1890-1947) |                                           |                                           | Alexander I van Griekenland (1893-1920)   | Alexander I van Griekenland (1893-1920)   | Alexander I van Griekenland (1893-1920)           | Alexander I van Griekenland (1893-1920)           | Alexander I van Griekenland (1893-1920)           | Alexander I van Griekenland (1893-1920)           |                                                   |                                                   | Helena van Griekenland (1896-1982)          | Helena van Griekenland (1896-1982)          | Helena van Griekenland (1896-1982)         | Helena van Griekenland (1896-1982)         | Helena van Griekenland (1896-1982)         | Helena van Griekenland (1896-1982)         |  |  | Paul I van Griekenland (1901-1964)  | Paul I van Griekenland (1901-1964)  | Paul I van Griekenland (1901-1964)  | Paul I van Griekenland (1901-1964)  | Paul I van Griekenland (1901-1964)     | Paul I van Griekenland (1901-1964)     |                                                |                                                | Irene van Griekenland (1904-1974)              | Irene van Griekenland (1904-1974)              | Irene van Griekenland (1904-1974)              | Irene van Griekenland (1904-1974)              | Irene van Griekenland (1904-1974) | Irene van Griekenland (1904-1974) |                                               |                                               | Catharina van Griekenland (1913-2007)           | Catharina van Griekenland (1913-2007)           | Catharina van Griekenland (1913-2007)           | Catharina van Griekenland (1913-2007)           | Catharina van Griekenland (1913-2007)            | Catharina van Griekenland (1913-2007)            |                                                  |                                                  |                                                  |                                                  |  |  |  |  |  |  |  |  |  |  |  |  |  |  |  |  |  |  |  |  |  |  |  |  |  |  |  |  |  |  |  |  |  |  |  |  |  |  |  |  |  |  |  |  |  |  |  |  |